# Стефани Стоева
Стефани Стоева е българска състезателка по бадминтон, която играе по двойки със сестра си Габриела Стоева. 
Сестрите имат няколко титли, включително два златни медала от Европейските игри през 2015 г. и 2023 г. и три европейски титли (от 2018, 2021 и 2022 г.). Най-високата позиция на двете сестри в световната ранглиста на бадминтона за жени по двойки е 8-а, достигната през ноември 2018 г.
Участничка на Летните олимпийски игри в Токио през 2021 г. и в Париж през 2024 г.

## Биография
Стефани Стоева е родена на 23 септември 1995 г. в Гълъбово. През 2006 г. участва в първото си национално първенство.
Заедно със сестра си представлява България на Летните олимпийски игри в Токио (2020), където постигат 1 победа и 2 загуби в груповия етап преди да отпаднат.
На Летните олимпийски игри в Париж (2024) сестрите стигат до четвъртфинал преди да бъдат отстранени от световните шампионки Цинчън Чън и Ифан Цзя.